# Скальноочиток
Скальноочиток (лат. Petrosedum; от др.-греч. πέτρος, petros — камень и Sedum) — род травянистых растений семейства Толстянковые (Crassulaceae), распространённый в Европе и Северной Африке.

## Ботаническое описание

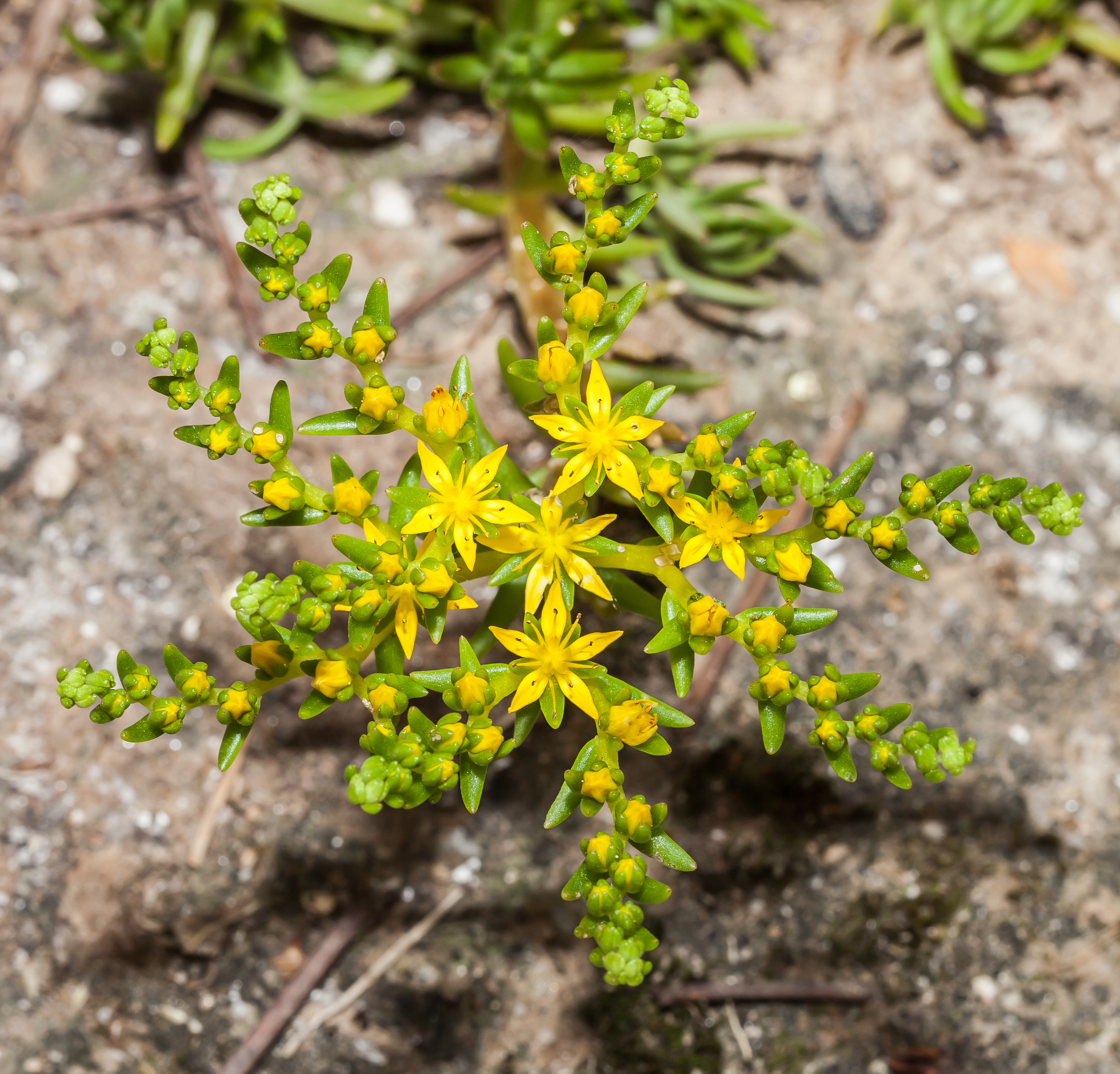

Многолетние суккулентные травянистые растения. Корневища ползучие, ветвистые. Бесплодные побеги ползучие или приподнимающиеся, ветвистые, ломкие, укореняющиеся. Цветоносные стебли прямые или слегка извилистые, 15—60 см высотой, в основании немного одревесневающие. Листья мясистые, зелёные или сизые, почти цилиндрические или полуцилиндрические, иногда яйцевидно-цилиндрические, линейные или линейно-шиловидные, очерёдные, всегда с остриём на верхушке и со шпорцем при основании листа, скученные на стерильных побегах и расставленные на плодущих.
Цветки актиноморфные, обоеполые, (5)6—7(12)-мерные, с двойным околоцветником, собранные в щитковидные, брактеозные многоярусные дихазии из 4—10, редко 2—3 прямых или поникающих завитков, удлиняющихся к концу цветения. Чашелистики мясистые, в основании срастающиеся между собой, треугольно-ланцетные или ланцетные, островатые, цельнокрайные, голые или рассеянно опушённые. Лепестки почти свободные, в 2 раза длиннее чашелистиков, тонкие, ланцетные или линейно-ланцетные, заострённые, на спинке килеватые, жёлтые или почти оранжевые, звездчато растопыренные. Тычинок вдвое больше, чем лепестков, они короче венчика; тычиночные нити тонкие, неуплощенные, желтые; пыльники округло-яйцевидные. Гинецей свободный, из (5) 6—7 (12) плодолистиков, в основании сросшихся с чашечкой; завязь полуверхняя; столбики обычно короче завязи, тонкие, шиловидные; рыльца верхушечные, маленькие, бессосочковые. Плод — многолистовка, из 5—12 многосемянных, зеленоватых или беловато-жёлтых тонкостенных листовок. Семена многочисленные, мелкие (менее 1 мм длиной).

## Виды
Род включает 14 видов (без учёта гибридов):
- Petrosedum albescens Afferni
- Petrosedum amplexicaule (DC.) Velayos
- Petrosedum dianium (O.Bolòs) Afferni
- Petrosedum erectum ('t Hart) Grulich
- Petrosedum forsterianum (Sm.) Grulich — Скальноочиток Форстера
- Petrosedum montanum (Songeon & E.P.Perrier) Grulich
- Petrosedum monteferraticum Niederle
- Petrosedum ochroleucum (Chaix) Niederle
- Petrosedum orientale ('t Hart) Grulich
- Petrosedum pruinatum (Link ex Brot.) Grulich
- Petrosedum rupestre (L.) P.V.Heath — Скальноочиток скальный
- Petrosedum sediforme (Jacq.) Grulich — Скальноочиток очитковидный
- Petrosedum subulatum (C.A.Mey.) Afferni
- Petrosedum tenuifolium (Sm.) Grulich